# Ophiorrhiza ensiformis
Ophiorrhiza ensiformis är en måreväxtart som beskrevs av Hsien Shui Lo. Ophiorrhiza ensiformis ingår i släktet Ophiorrhiza och familjen måreväxter. Inga underarter finns listade i Catalogue of Life.